# Cossypha cyanocampter
La cosifa aliazul (Cossypha cyanocampter) es una especie de ave paseriforme de la familia Muscicapidae propia de África occidental y central.  

## Distribución
Se extiende por África occdiental y central, llegando al norte de la reginón de los Grandes Lagos de África. Su hábitat son los bosques húmedos tropicales.